# La Chambre noire de Longwood
La Chambre noire de Longwood, sous-titré Le Voyage à Sainte-Hélène, est un récit de Jean-Paul Kauffmann publié le 23 janvier 1997 aux éditions de la Table ronde. L'année de sa parution le roman reçoit le prix Roger-Nimier, le prix Joseph-Kessel et le grand prix RTL-Lire.

## Résumé
Le récit romancé s'attache à décrire l'exil et la rétention de Napoléon Ier à Longwood House – maison battue par les vents, humide et moisie, attaquée par les termites et les rats – sur l'île de Sainte-Hélène et ses six dernières années de vie durant lesquelles l'empereur, nostalgique et ressassant, a été empoisonné par la... mélancolie.
L'auteur, sur les pas de l'illustre prisonnier, fait en 1993 le voyage à Saint-Hélène où il réside neuf jours, rencontre l'administrateur des Domaines français de Sainte-Hélène (Michel Martineau et son père Gilbert Martineau), visite les principaux lieux fréquentés par Napoléon – réfléchit longuement sur la bataille d'Eylau ainsi que sa représentation, Napoléon sur le champ de bataille d'Eylau (1807), par Antoine-Jean Gros –, et y trouve, en creux, un écho personnel à ses trois ans de détention comme otage au Liban.

## Réception critique
Le critique littéraire de L'Humanité considère que ce « maître livre [...] est inestimable en ce qu'il jouxte la fiction, sans jamais renoncer au sérieux de rigueur en matière historique » et que son auteur « nous épate par la finesse de son intuition » quant à la « mélancolie historique » qui aurait été la cause première de la mort l'Empereur, concluant que ce récit « renouvelle, sinon invente, un genre littéraire infiniment libre et ouvert ». Jean-Pierre Perrin pour Libération y voit « un livre sur le temps et la captivité » et s'attache surtout à souligner l'« impression que derrière un captif s'en cache un second au point que le récit ressemble parfois à un palimpseste » en qualifiant Jean-Paul Kauffmann de « pudique, sans jamais faire de référence directe à son ancienne condition [d'otage] ». Olivier Barrot, dans son émission Un livre, un jour, remarque quant à lui le « goût des confins » de l'écrivain et l'« inspiration magistrale » qu'il confère à son livre.

## Éditions
- coll. « La Petite Vermillon », éditions de la Table ronde, 1997,  (ISBN 2-7103-0772-3).
- coll. « Folio » no 3083, éditions Gallimard, 1998  (ISBN 2-07-040327-0).
- (en) The Dark Room at Longwood, trad. Patricia Clancy, Harvill Press, 1999  (ISBN 978-1860466021) – Prix Scott Moncrieff 2000